# Dolichopsis haplocnemodes
Dolichopsis haplocnemodes is een keversoort uit de familie mierkevers (Cleridae). De wetenschappelijke naam van de soort is voor het eerst geldig gepubliceerd in 1878 door Gorham.